# Pseudovermilia harryi
Pseudovermilia harryi är en ringmaskart som beskrevs av Nogeira och Abbud 2009. Pseudovermilia harryi ingår i släktet Pseudovermilia och familjen Serpulidae.
Artens utbredningsområde är Paraná (Brasilien). Inga underarter finns listade i Catalogue of Life.